# Alois Walde
Alois Walde (Innsbruck, 30 novembre 1869 – Innsbruck, 3 ottobre 1924) è stato un linguista austriaco, tra i fondatori dell'indoeuropeistica.
Fu docente alle università di Innsbruck, di Königsberg e di Breslavia. Fu il primo a mettere in dubbio la teoria, sostenuta da Antoine Meillet,  dell'unitarietà degli Italici quale stirpe indoeuropea a sé stante, prefigurandone la ripartizione in almeno due nuclei (in seguito individuati come Osco-umbri e Latino-falisci).

## Opere
- Lateinisches etymologisches Wörterbuch, Heidelberg 1906
- Vergleichendes Wörterbuch der indogermanischen Sprachen, con Julius Pokorny, 1927-1932